# Syntrichia glabra
Syntrichia glabra är en bladmossart som beskrevs av G. Frahm och M. T. Gallego 2001. Syntrichia glabra ingår i släktet skruvmossor, och familjen Pottiaceae. Inga underarter finns listade i Catalogue of Life.